# Liogluta trapezicollis
Liogluta trapezicollis är en skalbaggsart som beskrevs av Lohse in Lohse, Klimaszewski och Ales Smetana 1990. Liogluta trapezicollis ingår i släktet Liogluta och familjen kortvingar. Inga underarter finns listade i Catalogue of Life.